# Колонада «Луна»
Колона́да «Луна́» (також «Відлу́ння») — архітектурна пам'ятка XVIII століття у дендропарку «Олександрія». Свою назву отримала за чудові акустичні властивості. Вважається одним з символів Білої Церкви, у часи СРСР була зображена на гербі Білої Церкви.

## Особливості будівлі

Колонада «Луна» на радянському гербі Білої Церкви

Побудована в стилі класицизму. Являє собою напівкруглу (38,5 метри) галерею, яка складається з глухої тильної стіни з пілястрами, стелі, односхилого даху, концентрично розташованої колонади з 14 колон і двох примкнутих по боках приміщень (розміром 7,2х4,3 метри), які виступають за півколо і мають вхід зі сторони головного фасаду і вихід в галерею. Висота будівлі становить 7 метрів.
Верхня частина архітектурного ордера головного фасаду оформлена архітравом, фризом і карнизом, які закінчуються аттиком, розчленований лопатками відповідно до розміщення колон. Гладка стіна тильного фасаду довжиною 56,7 метрів оперезана карнизом і закрита густими насадженнями дерев і кущів, що дає змогу будівлі чітко виділятись.
За задумом зодчих колонада «Луна» має нагадувати амфітеатр «Карусель» Палацового парку у Гатчині та амфітеатри італійських вілл.